# Damir Pekič
Damir Pekič, slovenski nogometaš, * 15. januar 1979, Maribor.
Pekič je večji del kariere igral v slovenski ligi za klube Maribor, Celje, Nafta in Domžale. Skupno je v prvi slovenski ligi odigral 264 prvenstvenih tekem in dosegel 102 gola, v sezoni 2000/01 je bil tudi najboljši strelec prve slovenske lige s 23-imi goli. Ob tem je igral tudi v nemški, madžarski in portugalski ligi.